# 枯葉 (1956年の映画)
『枯葉』（かれは、Autumn Leaves）は1956年のアメリカ合衆国のドラマ映画。
監督はロバート・アルドリッチ、出演はジョーン・クロフォードとクリフ・ロバートソンなど。
年下の男性と恋に落ちて結婚した中年女性が夫の秘密を知り、絶望のどん底に落とされながらも、真実の愛を守り抜こうとする姿を描いている。
主題歌はシャンソンの名曲『枯葉』の英語バージョン（歌唱: ナット・キング・コール）である。
第6回ベルリン国際映画祭で監督賞を受賞している。
日本では劇場未公開だがWOWOWで放映された。

## ストーリー
タイピストとして働く独身の中年女性ミリーは、ある日、年下の男バートと知り合う。積極的にアプローチしてくるバートに戸惑いつつもミリーはバートの想いを受け入れ、ついに二人は結婚する。
ところが結婚後、ミリーは、バートがそれまでに語っていたことに様々な嘘があることを知る。そんなある日、ヴァージニアと名乗る若い女性がミリーを訪ねて来る。ヴァージニアはバートの前妻でつい最近離婚が成立したので財産分与の書類にバートのサインが欲しいのだと言う。ミリーは激しいショックを受ける。

## キャスト
- ミリー・ウェザビー: ジョーン・クロフォード
- バート・ハンソン: クリフ・ロバートソン
- ヴァージニア: ヴェラ・マイルズ
- ハンソン氏: ローン・グリーン
- リズ: ルース・ドネリー（英語版）

## 作品の評価

### 映画批評家によるレビュー
Rotten Tomatoesによれば、9件の評論のうち、89%にあたる8件が高く評価しており、10点満点中7.19点を得ている。

### 受賞歴
- 第6回ベルリン国際映画祭監督賞受賞